# Otto Granström
Otto Emil Granström (4 ottobre 1887 – 1º maggio 1941) è stato un ginnasta finlandese.

## Carriera
Granström vinse la medaglia di bronzo a Londra 1908 nel concorso a squadre.

## Palmarès

### Giochi olimpici
- Bronzo a Londra 1908 nel concorso a squadre